# Chariton (Iowa)
Chariton is een in 1857 opgerichte plaats (city) in de Amerikaanse staat Iowa, en is de hoofdplaats (county seat) van Lucas County.

## Demografie
Bij de volkstelling in 2000 werd het aantal inwoners vastgesteld op 4573. In 2006 is het aantal inwoners door het United States Census Bureau geschat op 4554, een daling van 19 (-0,4%).

## Geografie
Volgens het United States Census Bureau beslaat de plaats een oppervlakte van 9,6 km², geheel bestaande uit land. Chariton ligt op ongeveer 315 m boven zeeniveau.

## Plaatsen in de nabije omgeving
De onderstaande figuur toont nabijgelegen plaatsen in een straal van 20 km rond Chariton.